# Phragmatobia mendozana
Phragmatobia mendozana là một loài bướm đêm thuộc phân họ Arctiinae, họ Erebidae.